# Чавдар Костов
Чавдар Костов е български баскетболист, който играе за БК Рилски спортист в НБЛ. Играе на позиции атакуващ защитник и леко крило.
Започва кариерата с в Лукойл Академик и играе за тях от 2005 до 2010 година. С тях печели 5 шампионски титли и 3 купи на България. След тях прекарва две години в БК Кавала, една година в „Левски“ (София) и след това преминава през клубовете БК „Кимис“, австрисйкия „Гюсинг Кнайтс“, македонския „Работнички“ и „Левски Лукойл“. Заедно с „Гюсинг Кнайтс“ печели австрийската лига и австрийската купа в периода от 2014 до 2015 година.
От 2022 година играе за БК Рилски спортист.
Изиграва и много мачове за националния отбор на България. Последният му мач за националния отбор е на Евробаскет през 2022 година.

## Успехи
- 5 шампионски титли на България (2006 – 2010)
- 1 шампионска титла на Австрия (2015)
- 1 шампионска титла на Северна Македония (2018)
- 3 баскетболни купи на България (2006 – 2008)
- 1 купа на Австрия (2015)
- MVP на купата на Северна Македония (2018)